# LuxConnect
LuxConnect és una empresa privada creada per iniciativa del govern de Luxemburg el 2006. La seva seu es troba a Bettembourg, que està a uns 20 km al sud de la ciutat de Luxemburg.

## Objectius
Els seus objectius principals són: 
- la millora de la fibra òptica nacional de la xarxa;
- la construcció i operació estatal de la tècnica dels centres de dades.

Les missions de LuxConnect són per enfortir la infraestructura de TIC del país i per donar suport a la connectivitat internacional d'internet de Luxemburg a través de les connexions amb l'estranger amb punts d'intercanvi d'internet.

## Productes

### Fibra òptica
LuxConnect posseeix i opera una xarxa de fibra òptica que consta de 1.000 km de cable a través de Luxemburg per connectar de forma redundant tots els centres de dades comercials. Aquesta xarxa troncal permet als operadors de telecomunicacions implementar solucions de connectivitat alternatives per interconnectar des de i cap al país a través de 13 països, desblocatges a Alemanya, França i Bèlgica.

### Centre de càlcul
LuxConnect actualment opera tres centres de dades neutrals portadors a tot el país, proporcionant més de 9.150 m² de superfície neta de TIC dedicat a les sales de servidors. Dos d'aquests centres de dades es troben a Bettembourg i un altre a Bissen. Està construint un quart centre de càlcul també situat en la zona de Bettembourg.
L'empresa aplica una política de medi ambient verd que incorpora les últimes tecnologies per maximitzar l'eficiència energètica i reduir el consum d'aigua. Opera el primer centre de dades verd a Luxemburg, on el refredament s'aconsegueix pel mig d'un refrigerador d'absorció que utilitza la calor residual d'una planta de cogeneració.